# Дворац у Горњој Рогатици
Дворац у Горњој Рогатици, налази се како му и сам назив говори у месту Горњој Рогатици, која припада општини Бачка Топола. 

## Архитектура
Архитектура зграде Дворца у Горњој Рогатици врло је једноставна, искључиво улазни трем поседује два стуба, док се са задње стране некада налазила тераса и уређен парк. Постављена је на уздигнутом платоу, и стога можемо претпоставити да је то учињено ради што бољег погледа. Зграда је тренутно у релативно очуваном стању, осим дела таванице која има рупу на једном месту. Просторије су добро осветљене и простране. Намена коју је тераса на излазу имала потпуно је изгубљена. Посебно са задње стране, али и свуда око зграде Дворца у Горњој Рогатици, шибље је обрасло.